# Уильям Фредерик, 2-й герцог Глостерский и Эдинбургский
Принц Уильям Фредерик (англ. William Frederick или Silly Billy; 15 января 1776[…], Рим — 30 ноября 1834[…], Бэгшот-парк, Суррей) — член Британской королевской семьи, герцог Глостерский и Эдинбургский. Правнук Георга II и племянник Георга III.
Уильям Фредерик родился 15 января 1776 года в Риме. Его отцом был Уильям Генри, герцог Глостерский и Эдинбургский, третий сын Фредерика, принца Уэльского. У него было две сестры, София и умершая в детстве от оспы Каролина.